# سیارک ۱۰۷۸۴
سیارک ۱۰۷۸۴ (به انگلیسی: 10784 Noailles، نامگذاری:1991RQ11) ده هزار و هفتصد و هشتاد و چهارمین سیارک کشف شده‌است که در ۴ سپتامبر ۱۹۹۱ کشف شد.
قدر مطلق سیارک برابر ۱۳٫۴۰ است.